# 하나지방
하나 지방(한국 한자: 하나地方 일본어: イッシュ地方 잇슈치호[*] 영어: Unova Region)은 포켓몬스터 블랙·화이트, 포켓몬스터 블랙2·화이트2에서 등장하는 지방이다. 이 지방의 스타팅 포켓몬은 뚜꾸리, 수댕이, 주리비얀이다.

## 개요
미국의 뉴욕이 모티브이다. 그러나, 하나지방은 대부분이 숲이지만 실제 뉴욕은 전체 부분이 도시로 되어 있다.

## 장소

### 마름꽃마을
일본어: カノコタウン
블랙·화이트에서는 주인공이 살고있는 마을로 등장하며 블랙2·화이트2에서는 엔딩 후에 갈 수 있는 지역으로 등장한다. 주박사의 연구소가 있으며 두명의 라이벌의 집도 존재한다.

### 넝쿨마을
일본어: カラクサタウン
블랙·화이트에서는 두 번째로 등장하는 마을로 등장하며 블랙2·화이트2에서는 엔딩 후에 갈 수 있는 지역으로 등장한다.

### 성신시티
한자: 星辰시티 일본어: サンヨウシティ
블랙·화이트에서는 세 번째로 등장하는 마을이자 첫 번째 포켓몬 체육관이 있는 마을이다. 블랙2·화이트2에서는 엔딩 후에 갈 수 있는 지역으로 등장한다. 체육관 관장은 덴트, 팟, 콘이며 블랙2·화이트2에서는 체육관 관장으로 등장하지 않는다. 동쪽에는 꿈터가 존재한다.

### 칠보시티
한자: 七寶시티 일본어: シッポウシティ
블랙·화이트에서는 네 번째로 등장하는 마을이자 두 번째 포켓몬 체육관이 있는 마을이다. 블랙2·화이트2에서는 엔딩 후에 갈 수 있는 지역으로 등장한다. 체육관 관장은 알로에이며 노말타입을 사용한다. 블랙2·화이트2에서는 체육관 관장으로 등장하지 않는다.

### 구름시티
일본어: ヒウンシティ
블랙·화이트에서는 다섯 번째로 등장하는 대도시이자 세 번째 포켓몬 체육관이 있는 도시이다. 블랙2·화이트2에서는 네 번째 마을로 등장하며 블랙·화이트처럼 세 번째 포켓몬 체육관이 있는 도시이다. 체육관 관장은 아티이다. 현재 포켓몬스터에서 존재하는 모든 마을 중 가장 큰 마을로 등장한다. 모델은 맨해튼이다.

### 뇌문시티
한자: 雷門시티 일본어: ライモンシティ
블랙·화이트에서는 여섯번째로 등장하는 마을이자 네 번째 포켓몬 체육관이 있는 마을이다. 블랙2·화이트2에서는 다섯 번째 마을로 등장하며 블랙·화이트처럼 네 번째 포켓몬 체육관이 있는 마을이다. 체육관 관장은 카밀레이며 전기타입을 사용한다. 동쪽에는 관람차가 있다.

### 가륜마을
한자: 가輪마을 일본어: カナワタウン
뇌문시티에 있는 기어스테이션을 통해 올 수 있는 마을이다.npc들과 교환을 할 수 있지만 나머지 시설은 아무것도 없으며 다시 돌아가는 것 이외에 다른데로 갈수가 없다.

### 물풍경시티
한자: 물風景시티 일본어: ホドモエシティ
블랙·화이트에서는 일곱번째로 등장하는 마을이자 다섯 번째 포켓몬 체육관이 있는 마을이다. 블랙2·화이트2에서는 여섯번째 마을로 등장하며 블랙·화이트처럼 다섯 번째 포켓몬 체육관이 있는 마을이다. 체육관 관장은 야콘이다. 블랙·화이트에서는 남쪽으로 가면 냉동컨테이너가 존재하지만 블랙2·화이트2에서는 포켓몬 월드 토너먼트가 존재한다. 여담으로 이 도시의 BGM이 아주 유명하다. 이 음원을 1.3배속해서 합성영상을 만들기도 한다.

### 궐수시티
한자: 蕨手시티 일본어: フキヨセシティ
블랙·화이트에서는 여덟번째로 등장하는 마을이자 여섯번째 포켓몬 체육관이 있는 마을이다. 블랙2·화이트2에서는 일곱번째 마을로 등장하며 블랙·화이트처럼 여섯번째 포켓몬 체육관이 있는 마을이다. 체육관 관장은 풍란이다. 서쪽에는 활주로가 있으며 블랙2·화이트2에서는 스토리를 진행하려면 비행기를 탑승해야 한다. 실제 테터보로 공항에는 소음 피해가 커서 소형기들이 많다.

### 설화시티
한자: 說話시티 일본어: セッカシティ
블랙·화이트에서는 아홉번째로 등장하는 마을이자 일곱번째 포켓몬 체육관이 있는 마을이다. 블랙2·화이트2에서는 엔딩 후에 갈 수 있는 지역으로 등장한다. 체육관 관장은 담죽이며 블랙2·화이트2에서는 체육관 관장으로 등장하지 않는다. 북쪽에는 용나선탑이 존재한다.

### 쌍용시티
한자: 雙龍시티 일본어:ソウリュウシティ 문화어: 쌍룡시티
블랙·화이트에서는 열번째로 등장하는 마을이자 여덟번째 포켓몬 체육관이 있는 마을이다. 블랙2·화이트2에서는 열한번째 마을로 등장하며 일곱번째 포켓몬 체육관이 있는 마을이다. 이 마을은 버전에 따라 체육관 관장이 달라지는데 블랙에서는 사간이, 화이트에서는 아이리스가 체육관 관장으로 등장한다. 대신 블랙2·화이트2에서는 두 버전 다 사간이 체육관 관장으로 등장한다.

### 보배마을
일본어:カゴメタウン
블랙·화이트에서는 엔딩 후에 갈 수 있는 지역으로 등장한다. 블랙2·화이트2에서는 열번째 마을로 등장한다.

### 물결마을
일본어:サザナミタウン
블랙·화이트에서는 엔딩 후에 갈 수 있는 지역으로 등장한다. 블랙2·화이트2에서는 아홉번째 마을로 등장한다.

### 블랙시티
일본어:ブラックシティ
블랙과 블랙2에서만 등장하는 마을이다. 엔딩 후에 갈 수 있는 지역이다.

### 화이트포리스트
일본어:ホワイトフォレスト
화이트와 화이트2에서만 등장하는 마을이다. 엔딩 후에 갈 수 있는 지역이다.

### 부채시티
일본어:ヒオウギシティ
블랙2·화이트2에서 첫 번째 마을로 등장하며 첫 번째 포켓몬 체육관이 있는 마을이다. 체육관 관장은 체렌이다. 남쪽에는 주인공의 집이 있다. 블랙 2나 화이트2에서 스타팅을 여기서 받는다. 전망 좋은데에 벨이 있다. 그곳으로 가서 스타팅을 받는다.

### 산가지마을
일본어:サンギタウン
블랙2·화이트2에서 두 번째 마을로 등장한다. 블랙·화이트에서 챔피언으로 등장했던 노간주의 고향이기도 하다.

### 모란만시티
한자: 牡丹蔓시티 일본어: タチワキシティ
블랙2·화이트2에서 세 번째 마을로 등장하며 두 번째 포켓몬 체육관이 있는 마을이다. 체육관 관장은 보미카이다. 남쪽에는 모란만콤비나트가 존재하며 북쪽에는 포켓우드가 존재한다. 그리고 동쪽에는 항구가 있어 구름시티로 갈 수 있다.

### 산로마을
한자: 山路마을(일본어:ヤマジタウン)
블랙2·화이트2에서 여덟번째 마을로 등장한다. 궐수시티에서 비행기를 탑승하면 올 수 있고 반대로 이 곳의 비행기를 탑승하면 궐수시티로 갈 수 있다.

### 기하시티
한자: 幾何시티(일본어:セイガイハシティ)
블랙2·화이트2에서 열두 번째 마을로 등장하며 여덟번째 포켓몬 체육관이 있는 마을이다. 체육관 관장은 시즈이다.